# ライジングプロダクション
株式会社ライジングプロ・ホールディングス（英: RISINGPRO Holdings Co.Ltd.）は、日本の芸能プロダクション。

## 概歴
1985年に芸能プロモーターの平哲夫が荻野目洋子と共に、「ライジングプロダクション」を港区赤坂に立ち上げる。
荻野目洋子でヒットの法則を掴んだ平は「JONNY TAIRA（ジョニー平）」名義でプロデューサー活動を開始する。主に女性アイドル・タレントの育成に力を入れており、ユーロビートやダンス・ミュージックなどの楽曲で人気を得たこともあり、洋楽志向の強い会社でもある。
1986年秋・長崎県で行われた荻野目のコンサート会場に招待され訪れていた当時12歳（小学6年生）の坂上香織をスカウトし、美少女ブームの中、1987年に女優デビューさせ、1988年には歌手デビューもさせた。1991年には観月ありさを歌手デビューさせたことによって芸能事務所の地位を固めていく。当時の観月はアイドル冬の時代の中、発売したシングルはヒット、大ヒットと1990年前半アイドルの中で1991年から1993年までシングルセールスはトップであった。また、観月は同時期に人気があった宮沢りえ、牧瀬里穂と一緒に3Mと呼ばれた。
1992年、沖縄アクターズスクールと協力関係を結び、同スクールが送り出していたSUPER MONKEY'Sをデビューさせる。後に安室奈美恵、MAXとして別々の活動に移行したが、それ以降もSPEED・DA PUMPらをスターダムにのし上げ、一大ブームを築いた。他にも沖縄アクターズスクール出身の所属アーティストとして、知念里奈やFolder（現在の三浦大知と、Folder5（活動休止）→HIKARI・AKINA）が活動した。
1993年には関西の有線放送で人気だった山根康広の「Get Along Together」のプロモートに寄与、同社初のミリオンセラーを記録する。
これらのブームに加え、インターネット事業にも進出。1999年に所属タレント名をドメインとしたメールアドレスが使えるプロバイダーサービスも開始した。所属タレントの個別の公式サイト開設についても、1999年 - 2000年にかけては積極的に展開していた。
1999年10月5日にミリオンセラーを連発していたSPEEDの解散を電撃的に発表（後年活動再開）。平は解散の時期を年度の区切りとなる2000年3月31日と決め、翌月からの2000年度以降はソロ活動に移す方針とした。
2001年に平が脱税事件で逮捕されたため、同年8月1日に社長の座を辞任し、同年9月1日に「フリーゲートプロモーション」と社名変更した。
翌年の2002年に平の裁判が開始されるのと相前後して、今度は社名を「ヴィジョンファクトリー」に再度変更した。平は実刑判決を受け2年4ヶ月の服役後、出所し、会社に復帰している。
その後、上述のプロバイダサービスを2001年に廃止したことを皮切りに、事務所の公式サイトのコンテンツの縮小およびタレント個別の公式サイトの閉鎖、1990年代に建てた事務所ビルの売却など、「（旧）ライジングが凋落した」事を表す出来事が続出し、2002年 - 2003年頃は事務所倒産の噂すら出るようになっていた。また、沖縄アクターズスクールとの関係を断絶してしまったのも、この頃である。
w-inds.、Lead、FLAME/EMALFといった沖縄以外のアクターズスクール出身者で編成された男性アイドルのプロデュースに力を入れるようになり、これが功を奏して事務所の危機的な状況を示す出来事は見られなくなっている。また、一時期はかなりコンテンツが減り、記事が「タレント一覧」程度しかなかった時期すらあった事務所の公式サイトも、それなりのコンテンツが用意されるようになっている。現在は歌手の三浦大知、バラエティーでは朝日奈央が活躍している。
2006年秋、動画配信サイト「VISION CAST」開設、動画ブログ開設、新レーベル「RISING RECORDS」設立、自社番組「ジャンプ!ジャンプ!ジャンプ!」制作、コンピレーション・アルバムの発売や、活動が目立たなかったアーティストに力を入れるなど、活発な動きを見せ始めている。サンズエンタテインメント（VISION CAST出演）、ドリーム・ウィーバー（「ジャンプ!ジャンプ!ジャンプ!」制作）などの以前から協力関係がみられる企業が多数存在する。なお、所属タレントのほとんどが音楽アーティストか俳優であるが、お笑いコンビキャン×キャンが所属している。
2014年12月11日、同日付で社名を創業当時の社名である「ライジングプロダクション」に戻す旨が発表された。
2015年にこれまでデビューから所属していた安室奈美恵がavexへ移籍した。また、事務所のあるはらじゅくアッシュビルの6階に自前の専用イベントスペース「原宿駅前ステージ」をオープン。
2011年の東日本大震災や、2013年の台風30号でのフィリピンへの被害に対して支援チャリティーイベントを行っている。後者のイベントでの収益金を、フィリピンで最も実績のある日系NGO、認定NPO法人アイキャンに寄付し、レイテ島に14校舎建設した。2016年6月5日には「熊本地震復興支援ライブ」を開催した。
2019年にはお笑い界に進出し、同年6月27日にお笑い部門プロダクション『ライジング・アップ』の設立を発表。2018年5月までオフィス北野所属だったマッハスピード豪速球が同社所属芸人の第一号となった。なお、ライジング・アップ所属芸人の活動拠点は『原宿駅前ステージ』となる。

## 所属（ライジングプロ・ホールディングス）
※2025年4月時点

### 歌手・アーティスト
※公式プロフィール記載順
- 荻野目洋子
- MAX - メンバー：Nana、Lina、Reina、Mina
- DA PUMP - メンバー：ISSA、KENZO、TOMO、KIMI、YORI、U-YEAH
- 三浦大知
- 島袋寛子（hiro）
- w-inds. - メンバー：千葉涼平、橘慶太（KEITA）
- Lead - メンバー：谷内伸也、古屋敬多、鍵本輝
- 輝叶（kikio）
- BuZZ - メンバー：勇士、Ü-SAY
- 石川花 - （ファッションモデル兼任）
- プラチナボーイズ - メンバー：牧田一成、小池成、小川拓哉
- 男澤直樹
- 4-CaraT - メンバー：酒寄楓太、磯野亨、呉愁真、メイヒュー翼
- Rikiya
- SPEED - （活動休止中、個人では島袋寛子のみ在籍）

### 俳優・タレント・モデル・芸人など
※公式プロフィール記載順
- 観月ありさ
- 知念里奈
- 平愛梨
- 朝日奈央（元アイドリング!!!）
- 池間夏海
- 長田光平（元プラチナボーイズ）
- 松本麗世
- 平塚日菜（元ふわふわ、元パーティーズ）
- 梶川愛美（元LiKE）
- 松本恵莉紗（元原宿駅前フレッシュ）
- 遠藤みゆ（元ふわふわ、元パーティーズ）
- 田谷菜々子（元原駅ステージA、元パーティーズ）
- 丸山龍星
- 清水巧陽
- 正田尚大
- 木下流声
- 小川紘司
- 大石翔大
- 嶋田遼太郎
- 若杉拓馬
- 神崎亜季
- 米山剛志
- 倉八音羽
- 矢崎希菜
- キャン×キャン - メンバー：ゆっきー、玉城俊幸
- 河野智典

### アスリート・文化人・クリエーター
- 辻野隆三（元プロテニス選手、同指導者、 元日本代表）
- 望月優一郎（医学博士・医師・昭和大学医学部兼任講師）

#### ライジングパブリッシャーズ所属
- shungo.（作詞家・音楽プロデューサー）
- 高橋舞衣(たかまい)

### ライジング・アップ所属芸人
※公式プロフィール記載順

#### COMEDIAN
- マッハスピード豪速球 - メンバー：坂巻裕哉、ガン太
- トンペー
- スモーキードライ - メンバー：高野智和、久藤跡也
- イタリアン・シガー・ブルドッグ - メンバー：福原広喜、山内一生
- ぴろしき - メンバー：丸田、ガッチー青木、山崎こうじろう
- トランキーロ・サブロー
- ポテトカレッジ- メンバー：きよ、コモダドラゴン
- グランド母ちゃん- メンバー：元気、背戸フグ
- あの夏の思い出 - メンバー：平山卓哉、槐辰巳
- ランフィッシュ - メンバー：イロ、佐伯チーズ
- 銀麦ヤンマ
- あかねさす - メンバー：風間春菜、豆の類の妖怪
- メリージェーン - メンバー：遠藤拓哉、坂元
- チョムスキー - メンバー：石井光、えんどーひかる
- 藤原直樹×藤原直樹
- 長髪とロン毛- メンバー：びゃい。、みやざわ春紫苑
- ガヴァドン
- 犬飼大童
- あとむ君
- KINSEI - メンバー：モリタセイヤ、タケイユウスケ
- 少女山口
- もがみワールド
- くじら８号 - メンバー：ジョージ、ひらく
- ヴァイオレット- メンバー：りょう、たかし
- ジミー・アレックス
- こじか- メンバー：もがみワールド、たなかたかよし
- たぐちたかすみ

### Influencer
- スモドラオカルトベース- メンバー：高野智和、ホンマユータ、あとちゃん

#### ぱれっと移籍タレント
- 国分佐智子（ぱれっとを経て、ねぎし事務所へ移籍）
- 三浦涼介（2014年7月、SONIC GROOVEよりソロデビュー。ぱれっとを経て、ローズミュージックへ移籍）
- アンバランス - メンバー：山本栄治、黒川忠文（ぱれっと、フリー期間を経て、太田プロダクションへ移籍）
- 八反安未果（ぱれっとから独立後は、ゼウス合同会社と業務提携）
- 宮本真希（ぱれっとを経て、A-Teamへ移籍）
- 島村典子（Ripples）
- 満島ひかり（Folder5）（ぱれっと、ユマニテを経て、フリーランスで活動中）
- 三橋伴美（Hipp's）（ぱれっとを経て、A-Lightへ移籍）
- 石川愛理（Hipp's）（ぱれっとへ移籍後、現在はフリーランスで活動中）

### 過去に所属していたタレント
- 坂上香織
- 中村亘利
- SUPER MONKEY'S - 牧野アンナ、新垣寿子、中曾根梨乃
  - 安室奈美恵（stella88へ移籍）
- BLUE ANGEL
  - 浦江アキコ
- 山根康広
- 藤川賢一
- 北野井子
- ZERO - 阿久津愛、阿久津健太郎
- 福原裕美子
- MAX - Aki
- SPEED - 新垣仁絵（HITOE）
  - 上原多香子（活動休止中）
  - ERIHIRO - 今井絵理子
- DA PUMP - SHINOBU、YUKINARI、KEN、KAZUMA、DAICHI
  - キミカズ - KAZUMA
- D&D - OLIVIA
  - Aya & Chika from D&D - 上原あや、比嘉千賀乃
- D-LOOP - MINAMI、葉山拓亮、山川信人
- Folder - 仲間丈
  - Folder5 - HIKARI、AKINA、仲間愛里紗、石原萌、阿嘉奈津
- AN-J - 原口千恵子、名知玲美、垣内美香
- EARTH - 東郷祐佳、朝長真弥、瀬戸山清香
- Ripples - 廣瀬真弓、土岐田麻実
- Hipp's - 磯辺りえ、北川恵麻、山内えりか、中野良子、Aya（上原あや）、Chikano（比嘉千賀乃）、沖弥生、折田みゆき、比嘉望、近藤真由、石川愛理、前田亜紀、三橋伴美
- FLAME - 金子恭平、伊﨑右典、伊﨑央登、野口征吾、北村悠（2012年に5人で再結成後EMALFを結成、グロリアスクリエーションズ所属）
- Lead - 中土居宏宜
- AI-SACHI - 立石沙千加、河原亜依
- HAV - KAKAZU、JUN-PAY、DAISUKE NAKAZONO、DJ YARISATO、KENTARO
- 大田クルー - サットン、銀馬郎、DJフライドチキン、平八郎ファンクjr、クライマ→、MASA斉藤
- HINOIチーム - 小山ひかる、竹中里奈、松岡桂花
  - 樋井明日香
- 中ノ森BAND - 中ノ森文子、SHINAMON、YUCCO、CHEETA、TOMOE
- Tourbillon - RYUICHI（LUNA SEA）、INORAN（LUNA SEA）、H.Hayama
- DASH!! - 田中涼、田中駿介、酒谷尚史、渡辺黎哉、延山信弘
- Vanilla Mood - Emilee、Waka、Mariko、Keiko、Yui
- Rockamenco - KSK、ichiro、Dan、Daisuke、Hokuto、SudaPony、Taro
- ASIAN2 - TATSU、TWENTY"20"、KENSUKE、SHOJI、HIDEO
- ユーフォーリア（EU・PHORIA） - 鈴木翔子、翠川智子、原口彩香、鈴木玲緒奈、鈴木佐和子
- Marin & Riena - Marin、Riena
- FUNGO - 江田良一、若菜貴之、榎本誠
- 橘美緒
- 高橋メアリージュン
- 太田基裕
- JUMPプリンス - 白鳥広樹、小堀慎平、宮本拓実、長谷川卓、三谷怜央、北条涼、空閑光明、吉濱駿、苅羽悠
- VISION BOYS - 小堀慎平、吉濱駿、苅羽悠、延山信弘
- 丹野未結
- 大谷澪
- 中村優里
- 武田聖夜
- 田中理来
- 永山飛鳥
- 永山杏佳
- 浅野由来音
- 安藤笑
- 宮平佳奈
- 嘉数夏葵
- 津覇円佳
- 脇菜々香
- 朝倉由舞
- 近野咲彩
- 本田緑
- 二瓶葵
- フェアリーズ - 清村川音、藤田みりあ、井上理香子、野元空、林田真尋、下村実生、伊藤萌々香
  - Mスリー - 藤田みりあ、林田真尋
- 市山京香
- 藤麻理亜
- 田尻あやめ
- しゃもじ - たーにー、しゅうごパーク
- 谷村奈南
- 北口和沙
- 原駅ステージA - 馬場夏美、染野里奈、入江ひなた
- ピンクダイヤモンド - 大川まみ、清水愉子、辰巳さやか、瀧澤彩夏、野村舞鈴
- NEXT GENERATION - 辻風羽、長谷川虹歩、崎山眞羽
- ふわふわ - 石井美優、佐伯茉央、高岡志帆、谷野有沙、塚本凪沙、山本七穂、山本七聖、鈴木瞳美、横田美雪、吉澤瑠莉花、赤坂星南、岩崎春果、塚田百々花、中野あいみ、松崎梨央、本島莉々果、兼次桜菜、伊藤小春
- 原宿乙女 - 東慧依、上原瑠愛、加藤瑞歩、斉藤ジェニファー愛里、佐伯茉央、佐久間ジュリー、塚本凪沙、堤理緒、三根優希、湯浅璃々愛、山登梨花、中田陽菜子、丹羽絵理香
- DANCE CLASSICS - 内田沙理、長谷部恵美、加治友理、飯尾久香、斎藤碧、山下明花、DJ SAOLiN 5、Miss Sachi
- BuZZ - 福澤侑、清水謙太、KENSUKE
- 西内まりや
- 香山佳祐
- 橋本有一郎
- 芝崎唯奈
- 榛葉恵太
- LIFriends - SHUNKUN、MAKOTO、HAYATO、FUNKY、KAMI
- 金子雅
- 松岡光平
- 松川星
- LiKE - 小田川楽空、井上裕未、德田心寧、西山瑚々、バウエル ジゼル愛華
- 中西悠綺
- 宮城夏鈴
- 関屋利菜
- 新谷姫加
- w-inds. - 緒方龍一
- ALL CITY STEPPERS - Ryuichi、Leo、Ryuki
- 下木原真帆
- 内田明良
- 高嶋香帆
- 滝裕可里
- 皆川健太郎
- 大舌恭平（BLUE TOKYO）
- 落合萌
- 山内寧々
- 北川花音
- 高山綾平
- イチサキミキ
- 滝沢杏弥
- 島村紀子
- 若月彩子
- 関屋利歩
- 安里セーラ
- 小梛真梨
- プラチナボーイズ - 和田光太郎
- フラチナリズム - モリナオフミ、田村優太、タケウチカズヒロ、都築聡二
- 原宿駅前フレッシュ - ラハマン愛望、比屋根香音、松島才華、中田陽菜、鈴木茉莉杏、桜田結愛、石毛和夏、石井美凪
- Rei©︎hi
- 梶有紀子
- 新里宏太
- チロル - メンバー：大竹智紗、中村恵美、西村有里香
- 比嘉愛未
- TAEKO
- 高橋恋子
- 河合杏梨
- 河合栞奈
- 世古乙羽（元RepiDoll）
- 益田恵梨菜
- 国仲涼子

## レーベル
- SONIC GROOVE
- RISING RECORDS

## コンピレーション・アルバム
1. VELFARRE J-POP NIGHT presents DANCE with YOU（1997年7月24日、AVCD-11571）- avex trax
  - 参加アーティスト：MAX、ZERO、SPEED、D&D、知念里奈、D-LOOP、FOLDER
2. SUPER EURO GROOVE〜J-EURO SPECIAL SELECTION〜（2005年3月30日、AVCD-16063）- SONIC GROOVE（以下同）
  - 参加アーティスト：荻野目洋子、安室奈美恵 with SUPER MONKEY'S、安室奈美恵、MAX、SPEED、D&D、Aya & Chika from D&D、Folder5、HINOIチーム
3. SUPER EURO GROOVE〜J-EURO NON STOP SPECIAL EDITION〜（2006年9月6日、AVCD-16110）
  - 参加アーティスト：MAX、SPEED、D&D、Aya & Chika from D&D、Folder5、HINOIチーム、HINOIチーム with コリッキー
4. CHRISTMAS HARMONY〜VISION FACTORY presents（2007年11月21日、AVCD-16141/2）
  - 参加アーティスト：MAX、DA PUMP、elly、w-inds.、FLAME、Lead、AKINA、ISSA、三浦大知、KEIKO from Vanilla Mood、谷村奈南、TUFF PEAK BROS.（伊崎右典・伊崎央登）、橘美緒、高橋メアリージュン、阿久津健太郎、西村寿彦
5. SPRING HARMONY〜VISION FACTORY presents（2008年2月13日、AVCD-16151）
  - 参加アーティスト：MAX、elly、FLAME、Lead、大田クルー、EU・PHORIA、コモリタミノル、西村寿彦
6. FLOWER FESTIVAL〜VISION FACTORY presents（2008年3月19日、AVCD-16150）
  - 参加アーティスト：hiro、OLIVIA、知念里奈 with Vanilla Mood、Lead、樋井明日香、三浦大知、大田クルー、FUNGO、高橋メアリージュン、太田基裕・佐藤雷寿太、コモリタミノル
  - 上記3タイトルは「あなたが選ぶテーマソング」で配信された楽曲をテーマごとにCD化。レコード会社に所属していないアーティストの版権はRISING PROとなっている。
7. VISION FACTORY COMPILATION〜阿久悠、作家生活40周年記念〜（2008年12月3日、AVCD-16161）
  - 参加アーティスト：観月ありさ、MAX、SPEED、知念里奈、AKINA、ISSA、Vanilla Mood、FUNGO、夏円（嘉数夏葵・津覇円佳）、北口和沙、脇菜々香・中島弥咲・門元穂果
8. 阿久悠トリビュート・スペシャルソングス〜朝日のように〜（2017年11月15日、AVCD-16831）
  - 参加アーティスト：観月ありさ、MAX、SPEED、知念里奈、Folder、島袋寛子、ISSA
9. Heartbeat〜ドキドキする音楽聴こうよ♪〜（2019年12月25日、AVCD-16969）
  - 参加アーティスト：荻野目洋子、観月ありさ、MAX、SPEED、D&D、知念里奈、DA PUMP、Folder、hiro、Eriko with Crunch、Folder 5、EARTH、w-inds.、Lead、三浦大知、フェアリーズ、新里宏太、ERIHIRO、ふわふわ
  - ジャケット：平塚日菜（ふわふわ）
10. Heartbeat〜一緒に感じたい幸せの鼓動〜（2020年11月4日予定、AVCD-98019）
  - 参加アーティスト：荻野目洋子、観月ありさ、MAX、SPEED、D&D、D-LOOP、DA PUMP、Folder、hiro、上原多香子、Folder featuring Daichi、EARTH、w-inds.、Lead、国仲涼子、三浦大知、フェアリーズ、ISSA×SoulJa+ROLA、ふわふわ、BuZZ、Rei©hi
  - ジャケット：池間夏海

## RISING MEN'S DANCE FESTIVAL
- UNITED vol.1 〜RISING DANCE FESTIVAL〜（2010年4月4日） - DA PUMP、千葉涼平、緒方龍一、Lead、三浦大知、Blue Tokyo
- UNITED vol.2 〜RISING DANCE FESTIVAL〜（2010年6月5日） - DA PUMP、w-inds.、Lead、三浦大知、延山信弘、Blue Tokyo
- UNITED vol.3 〜RISING DANCE FESTIVAL〜（2010年9月23日） - DA PUMP、ISSA×SoulJa、w-inds.、Lead、三浦大知、延山信弘、Blue Tokyo
- UNITED vol.4 〜RISING DANCE FESTIVAL〜（2011年2月13日） - DA PUMP、w-inds.、Lead、三浦大知、延山信弘、Blue Tokyo
- UNITED vol.5 〜RISING DANCE FESTIVAL〜（2011年6月10日・11日） - DA PUMP、w-inds.、Lead、三浦大知、延山信弘、Blue Tokyo
- UNITED vol.6 〜RISING DANCE FESTIVAL〜（2011年10月30日） - DA PUMP、w-inds.、Lead、三浦大知、延山信弘、Blue Tokyo
- RISINGPRODUCTION MENS 〜5月の風〜（2017年5月4日・5月5日） - DA PUMP、w-inds.、Lead、三浦大知、BuZZ
- RISINGPRODUCTION MENS 〜5月の風〜（2018年5月5日・5月6日） - DA PUMP、w-inds.、Lead、三浦大知、BuZZ

## Rising Studio
東京・渋谷にあるライジングプロダクション直属のスタジオ。2010年6月1日、Star Light StudioからRising Studioに改名。所属アーティストもリハーサル等で利用している。また、Star Light Studioをモデルとした映画（2001年・制作:パル企画・主演：滝裕可里）、ドラマ（2005年・制作：テレビ東京・主演：北村悠）が制作されている。また、提携校としてアクターズスタジオ北海道（出身者：千葉涼平、緒方龍一など）、キャレスボーカル&ダンススクール（出身者：滝裕可里、Lead、延山信弘、脇菜々香など）、Star Light School、ケアーダンススクールなどがあるが、2016年12月31日をもって提携を終了。現在の提携校はK Dance Academy。
主な出身者
- 渡辺翔太（Snow Man）（ジャニーズ事務所所属）
- 宮舘涼太（Snow Man）（ジャニーズ事務所所属）
- 福下恵美（原口めぐみ）
- 窪田啓子（Kalafina）
- 山田歩（ヴィジョンファクトリー所属）
- ユーフォーリア（ヴィジョンファクトリー所属） - メンバー：鈴木翔子、翠川智子、原口彩香、鈴木玲緒奈、鈴木佐和子
- 平慶翔（映画「スターライト」出演）
- 保坂早香（「オカルト探偵団 死人形の墓場」主演）
- 相葉弘樹（現・相葉裕樹）（エイベックス・エンタテインメント所属）
- 今間卓也（SRプロモーション所属）
- 間瀬翔太（映画「バックダンサーズ!」出演）
- 榎橘マリナ（SHANADOO）（プラチナムプロダクション所属）
- 古藤真彦（レジェンド・タレント・エージェンシー所属）
- 島田絵里奈
- 鈴木翔子
- 南李央
- 伊藤沙莉（アルファエージェンシー）
- 加藤大地（DA PUMP）（ジェイピィールーム→ライジングプロダクション所属）

## オーディション
ヴィジョンファクトリーとエイベックス、イーストウエストジャパン、ビクターエンタテインメント、ポニーキャニオン、テイチクエンタテインメントなどの大手レコード会社がヴォーカリストオーディションを開催している。
- 「九州・沖縄 スターライトオーディション」 - 出身者：東郷祐佳、朝長真弥、瀬戸山清香
- 「九州・沖縄 スターライトオーディション2000」 - 出身者：中ノ森文子、橘慶太
- 「九州・沖縄 スターライトオーディション2001」 - 出身者：宮脇詩音、橘美緒
- 「九州・沖縄 スターライトオーディション2002」 - 出身者：古屋敬多
- 「横浜・湘南 オーディション2003 」 - 出身者：高橋メアリージュン、太田基裕
- 「スターライトオーディションKANSAI2005」 - 出身者：安藤笑
- 「九州・沖縄 スターライトオーディション2006」 - 出身者：長谷川杏菜、立花里紗、北口和沙、宮平佳奈、松本望

## RISING Dance School
初心者でも簡単に覚えて楽しめるダンス教則ムービー「RISING Dance School（ライジングダンススクール）」を無料配信している。

## VISION CAST
10メガiモーションにも対応した高画質ムービー配信携帯サイトである。携帯ドラマは、2007年10月 - 2008年3月までtvk系列で放送されていた音楽情報番組『ジャンプ!ジャンプ!ジャンプ!』内において、毎週1話ずつ・数本がオンエアされた。

## 自社制作番組
- ジャンプ!ジャンプ!ジャンプ!

## かつての関連会社
- ぱれっと - ライジングプロダクションの音楽系以外の芸能事務所。2016年自主廃業。